# شهریار مندنی‌پور
شهریار مَندَنی‌پور (زادهٔ ۲۶ بهمن ۱۳۳۵)، نویسنده و رمان‌نویس ایرانی است.

## زندگی
شهریار مندنی‌پور در ۲۶ بهمن ۱۳۳۵ در شیراز به دنیا آمد. نخستین مجموعه داستان او به نام سایه‌های غار در سال ۱۳۶۸ منتشر شد. او مدت‌ها سردبیر هفته‌نامهٔ توقیف‌شدهٔ عصر پنجشنبه بود و هم‌اکنون در آمریکا به سر می‌برد.
او از نویسندگان نسل سوم داستان‌نویسی ایرانی محسوب می‌شود که داستان‌هایش به لحاظ فرم و زبان از اهمیت قابل توجهی برخوردار است. وی در دانشگاه‌های هاروارد و بوستون کالج و تافتس تدریس کرده‌است.

### ماجرای اتوبوس ارمنستان
وی در ماجرای اتوبوس ارمنستان در سال ۱۳۷۵ و در جریان قتل‌های زنجیره‌ای در لیست چهره‌های فرهنگی اعزامی بود که قرار بود در اتوبوس توسط دولت جمهوری اسلامی به قتل برسند.

## نشریه ادبی بانگ
نشریه ادبی بانگ توسط شهریار مندنی پور و حسین نوش آذر با رویکرد ادبی اداره و منتشر می‌شود.